# An End Has a Start
An End Has a Start es el segundo álbum de la banda británica de indie rock Editors, publicado el 25 de junio de 2007 en el Reino Unido y el 17 de julio de 2007 en Estados Unidos. 
An End Has a Start alcanzó el puesto número 69 en el Reino Unido en la lista de álbumes de finales de 2007, declarando que habían logrado disco de platino en el proceso.[cita requerida] Para finales del 2007 habían vendido más de 600 000 copias por todo el mundo.

## Lista de canciones
| N.º     | Título                               | Duración |  |
| 1.      | «Smokers Outside the Hospital Doors» | 4:57     |  |
| 2.      | «An End Has a Start»                 | 3:45     |  |
| 3.      | «The Weight of the World»            | 4:18     |  |
| 4.      | «Bones»                              | 4:06     |  |
| 5.      | «When Anger Shows»                   | 5:45     |  |
| 6.      | «The Racing Rats»                    | 4:17     |  |
| 7.      | «Push Your Head Towards the Air»     | 5:44     |  |
| 8.      | «Escape the Nest»                    | 4:43     |  |
| 9.      | «Spiders»                            | 4:02     |  |
| 10.     | «Well Worn Hand»                     | 2:54     |  |
| 44 mins |                                      |          |  |

| Canción exclusiva para iTunes |                     |          |  |
| N.º                           | Título              | Duración |  |
| 11.                           | «A Thousand Pieces» | 3:41     |  |

| Bonus track de la edición japonesa |                     |          |  |
| N.º                                | Título              | Duración |  |
| 11.                                | «A Thousand Pieces» | 3:41     |  |
| 12.                                | «Open Up»           | 3:40     |  |

| US Reissue Bonus EP |                                                     |          |  |
| N.º                 | Título                                              | Duración |  |
| 1.                  | «Smokers Outside the Hospital Doors» (Versión demo) | 3:18     |  |
| 2.                  | «Banging Heads»                                     | 3:42     |  |
| 3.                  | «A Thousand Pieces»                                 | 3:41     |  |
| 4.                  | «The Racing Rats» (En directo)                      | 4:20     |  |
| 5.                  | «Open Up»                                           | 3:40     |  |

## Curiosidades
- La banda In Extremo realizó una versión de la canción An End Has A Start en su álbum Sængerkrieg de 2008.